# Fader, o säg mig -
Fader, o säg mig - är en sång av Carl Jonas Love Almqvist. Den ingår i band I av den så kallade imperialoktavupplagan av Törnrosens bok, vilket utkom 1839. Den korta sången är fristående, utan någon särskild inramning. Med sin enkla melodi och naiva ton ligger den nära stilen i Almqvists Songes.